# District d'Abaï (Kazakhstan-Oriental)
Le district d'Abaï (kazakh : Абай ауданы, Abay awdanı) est un district de l'oblys d'Abay (intégré avant 2022 au Kazakhstan-Oriental), situé à l’est du Kazakhstan. 
Le centre administratif du district est Karauyl (ru).